# Knivskjellodden
Knivskjellodden est le point le plus au nord de la Norvège et de l'Europe situé sur l'île de Magerøya.

## Géographie
Bien que le cap Nord soit généralement considéré à tort comme étant le point le plus au nord de l'Europe, il se situe en réalité 1 611 mètres plus au sud que Knivskjellodden et ce dernier constitue ainsi le point le plus septentrional d'Europe. Ce « statut » du cap Nord est dû à son caractère plus majestueux avec ses hautes falaises dominant l'océan et son accès plus facile par le plateau. Les deux sites se trouvent sur Magerøya et sont distants d'environ quatre kilomètres à vol d'oiseau.
On peut accéder à Knivskjellodden à pied par un chemin de neuf kilomètres de longueur depuis un parking situé quelques kilomètres au sud du cap Nord.

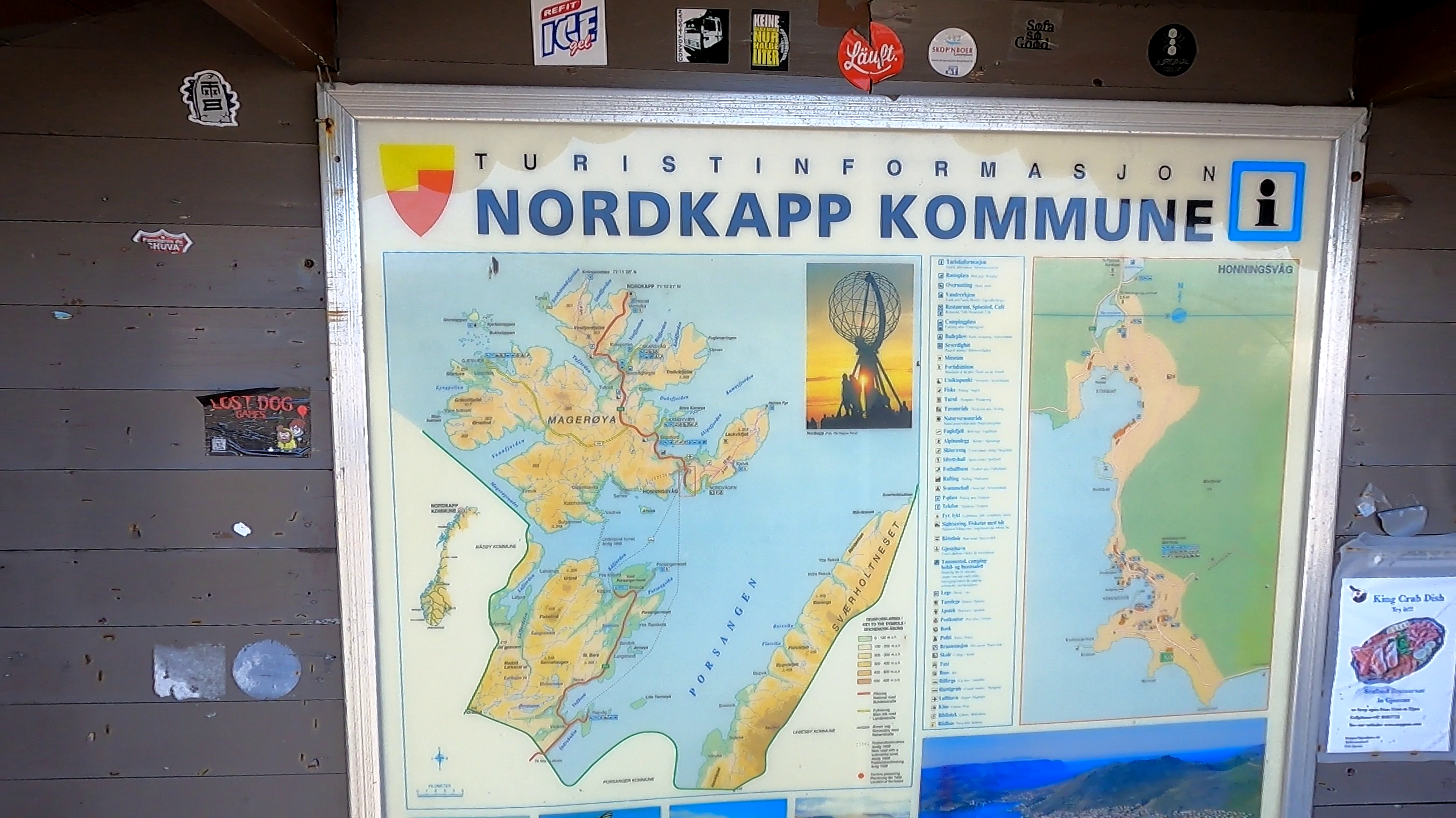
Carte de la commune de Nordkapp.
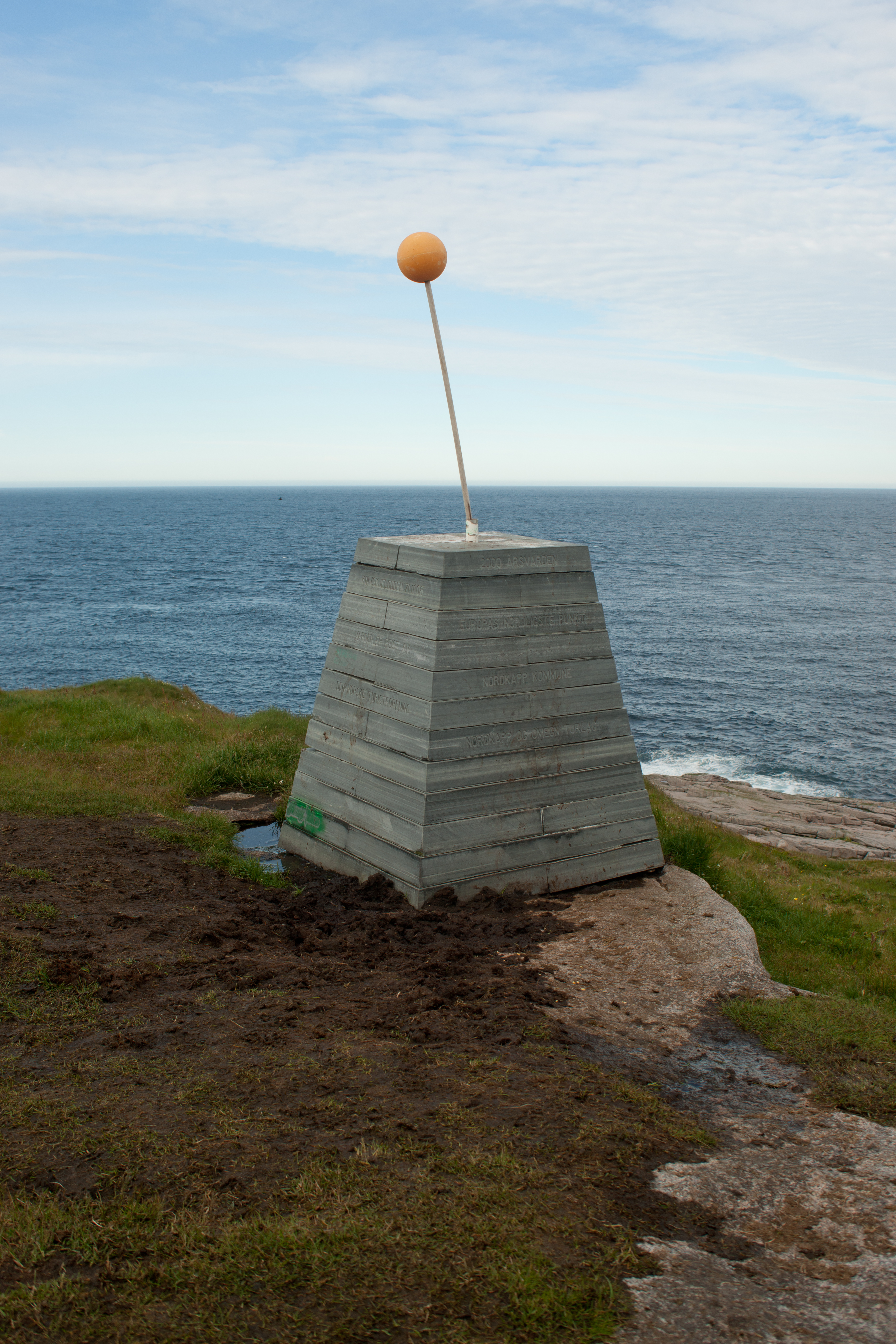
Stèle de Knivskjellodden.
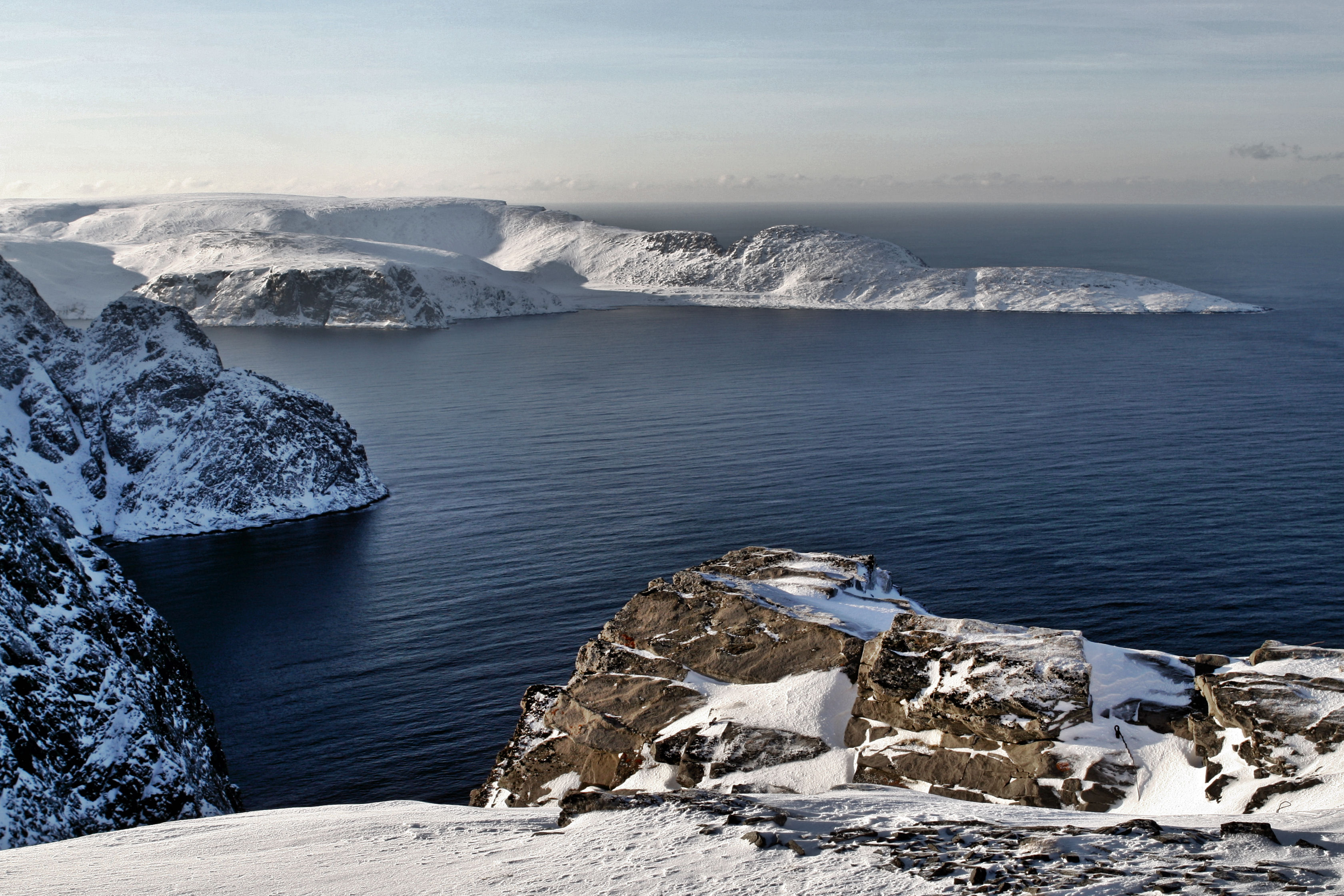
Knivskjellodden en hiver 2006-2007.
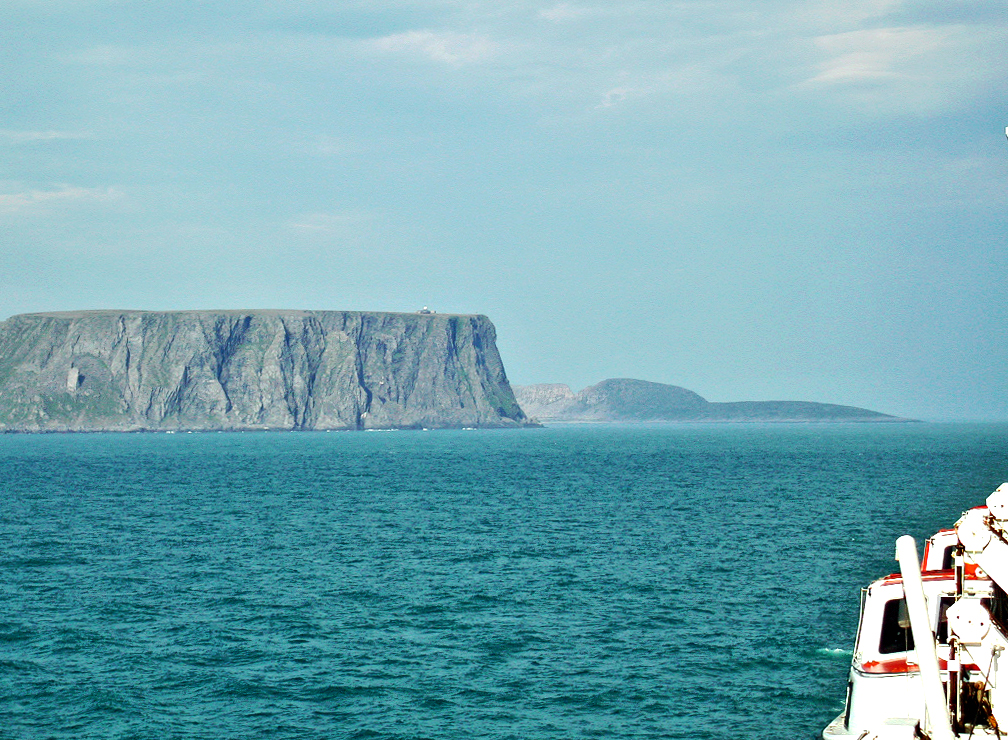
Vue de Knivskjellodden en arrière-plan par rapport au cap Nord.